# Mitromorpha tenuilirata
Mitromorpha tenuilirata é uma espécie de gastrópode do gênero Mitromorpha, pertencente a família Mitromorphidae.